# Offiziolo Visconti
Il Libro d'ore di Gian Galeazzo Visconti (noto anche come Offiziolo Visconti) è un libro d'ore miniato prodotto in Lombardia tra il 1390 e il 1434. 
Custodito nella Biblioteca visconteo sforzesca fino al 1500, attualmente è conservato presso la Biblioteca Nazionale Centrale di Firenze.

## Storia
Nel 1388, in ricordo della nascita del figlio Giovanni Maria Visconti, Gian Galeazzo Visconti commissionò la decorazione di un libro d'ore al pittore e architetto Giovannino de' Grassi. Quando quest'ultimo morì, nel 1398, era completa la metà dei fogli; il manoscritto fu poi rilegato in volume e continuato dal figlio Salomone de' Grassi, fino alla morte del committente nel 1402. Dopo il matrimonio di Filippo Maria e Maria di Savoia, nel 1427, la miniatura del manoscritto fu portata avanti da Belbello da Pavia fino al 1434, quando un altro ignoto miniatore fu chiamato a completare le ultime iniziali.
In una data sconosciuta il manoscritto fu smembrato e diviso in due libri. Il primo divenne  proprietà della famiglia Visconti di Modrone, ramo cadetto dei Visconti, il secondo fu acquistato a Firenze dal barone Horace de Landau. Un  discendente di quest'ultimo, Horace Finaly, lasciò in eredità nel 1947 la propria collezione di manoscritti alla Biblioteca Nazionale Centrale di Firenze, compreso il frammento del libro. La prima parte lo raggiunse nel 1969.

## Descrizione
Il manoscritto contiene trentaquattro miniature di grandi dimensioni oltre a numerose miniature a mezza pagina nonché iniziali istoriate e decorazioni a margine. I due pittori avevano un particolare interesse per le rappresentazioni di animali.